# 시손 준
시손 준(일본어: 志尊淳, 1995년 3월 5일 ~ )은 일본의 배우이다.

## 이력
- 2011년에 와타나베 엔터테인먼트 스쿨을 졸업. 그 해 7월에 D2에 가입하고 무대 『뮤지컬 테니스의 왕자 2nd시즌』에서 사찰 산악인 역할로 배우 데뷔.
- 2014년『열차전대 토큐저』의 주연-라이토/토큐 1호 역할을 맡는다.

## 학력
- 세이가쿠인 중고등학교

## 인물· 에피소드
『 열차전대 토큐저 』의 촬영은 원래 레드 역(주인공)이라는 것에서 "완벽한 역할을 안하면 안된다"로 생각하고 자신의 연기 플랜과 감독의 생각이 조금이라도 어긋나고 있는 모든 것을 다시 하고 있는 것을 당장은 그런 태도 하지 못했다는 뜻이다. 미코토는 그 당시를 방송 후의 인터뷰에서 "용기를 너무받았다"그래서"시야가 좁았다"고 생각하고 1년간 촬영을 통해서 대응력이 몸에 뱄다고 말했다.
토큐1호 슈트 액터를 지냈다. 오시카와 요시부미는 시손 준을 보고 "웃음"의 표현을 평가 하고 있다.

## 출연

### 드라마
- D×TOWN 제3편"우리가 연애할 수 없는 이유" (2012년 TV도쿄)-사사키 마코토 역
- 청공의 알 5~6화 (2012년BS아사히)-안도 준 역
- D-BOYS쇼트 필름 페스티벌"10분인 학급회" (2014년 1월 24일 TV아사히)-주연, 요코우치 아유무 역
- 열차전대 토큐저 (2014년 2월-2015년 2월 TV아사히)-주연 라이토/토큐 1호(목소리)역
- 열차전대 토큐저 VS 가면라이더 가이무 봄 방학 합체 스페셜 (2014년 3월, TV아사히)-주연·라이토/토큐 1호(목소리)역(사노 가쿠과 W주연)
- 오모테산도 고교 합창부! (2015년 7월 17일-9월 24일 TBS)-나츠메 카이토 역
- 그 날 본 꽃의 이름을 우리들은 아직 모른다.(2015년 9월 21일후지TV (텔레비전)-유키아츠(마츠유키 아츠무 )역
- 5시부터 9시까지 ~나를 사랑한 스님~,(2015년 10월 12일-12월 14일 후지TV (텔레비전)-호시카와 아마네 역
- 다마시 바나시 (2015년 12월 20일 니혼TV)-주연 요시다 세이야 역
- 그리고 아무도 없었다 (2016년 7월 17일-9월 11일 니혼TV)-이츠키 케이타 역
- 정말로 있었던 무서운 이야기 여름 특별편2016 「유혹의 늪」 (2016년 8월 20일 후지TV )-다카마츠 나오키 역
- 프린세스 메종 (2016년 10월 25일-12월 13일 NHK)-오쿠다 나오토 역
- 나에게 운명의 사랑이란 있을 수 없다고 생각했다 (2016년 12월 20일 KTV)-미도리타니 타쿠 역
- 너는 펫 (2017년 후지TV)-주연 고다 타케시 역
- 테이이치의 나라~ 학생가의 찻집~ 제3화 「코메이의 대발명」 (2017년 4월 26일 후지TV)- 사카키바라 코메이 역
- 시모키타자와 다이하드 4화 (2017년 8월 12일 TV도쿄)-진 다이지 역
- 우에키 히토시와 노보세몬 (2017년 9월 2일~ NHK)-마츠자키 마사오미 (코마츠 마사오)역
- AI~ 나와 그녀와 인공지능~ (2017년 10월 2일-10월 9일 후지TV)-이마이즈미 세이지 역
- 기묘한 이야기 '17 심야 특별편 「SON-TAKU」  (2017년 10월 9일-10월 13일 후지TV)-주연 토미・R2X 역
- 여자적 생활 (2018년 1월 5일~ NHK)- 주연 오가와 미키 역
- 토도메의 키스 (2018년 1월 7일~ 니혼TV)- 오사나이 카즈마 역
- 절반, 푸르다 (2018년 4월 2일-9월 29일 NHK)- 토도 마코토 역

### 무대
- 뮤지컬 테니스의 왕자 2nd시즌(2011년-)-무카히 가쿠토 역청학 vs효테이(2011년 7월-9월JCB홀외)
  - Dream Live 2011(2011년 11월 고베 월드 기념 홀/요코하마 아레나)
  - 청학 vs육각(2011년 12월-2012년 2월일본 청년관외)
  - 봄의 대운동회 2012(2012년 5월 아리아케 콜로세움)
  - Dream Live 2013(2013년 4월-5월 요코하마 아레나/고베 월드 기념 홀)
  - 전국 대회 청학 vs효테이(2013년 7월-9월 TOKYO DOME CITY HALL외)
  - 봄의 대운동회 2014(2014년 4월 요코하마 아레나)
  - Dream Live 2014(2014년 11월 고베 월드 기념 홀/사이타마 슈퍼 아레나)
- 텀블링 vol.3(2012년 8월-9월도쿄 국제 포럼홀 C외)-도바시 아키라 역
- D스테 12th"TRUMP"(2013년 1월-2월선샤인 극장/ABC홀)-라파엘로 데리코/안젤리코 프라 역
- 春どこ2012（2012년2월 NEW PIER HALL）
- 눈 뜨는 봄 (2017년 5월 KAAT가나가와 예술극장 ) 주연 멜키오르 역

### 영화
- 휴대폰 그녀+(2012년)-주연 스도 카즈야 역
- 테니뮤 영화제(2012년·2013년)-무카히 가쿠토 역
- 수전전대 쿄루저VS고버스터즈 공룡대결전 안녕히 영원한 친구여 (2014년)-토큐 1호(목소리)역
- 헤이세이라이더 대 쇼와라이더: 가면라이더 대전 feat 슈퍼전대 (2014년)-라이토/토큐 1호(목소리)역
- 열차 전대 토큐저 THE MOVIE: 갤럭시 라인 SOS (2014년)-주연·라이토/토큐 1호(목소리)역
- 열차 전대 토큐저VS쿄루저 THE MOVIE (2015년)-주연·라이토/토큐 1호(목소리)역
- 선배와 그녀(2015년)-주연·미노하라 케이고 역
- 수리검전대 닌닌저 VS토큐저 THE MOVIE 닌자 인 원더랜드 (2016년)-라이토/토큐 1호(목소리)역
- 전원 짝사랑"거짓말쟁이의 사랑"(2016년)-주연 마코토 역
- 질풍론도 (2016년)-타카노 세이야 역
- 서바이벌 패밀리 (2017년)-사이토 쇼헤이 역
- 테이이치의 나라 (2017년)-사카키바라 코메이 역
- 복면계 노이즈 (2017년)-유즈리하 카나데(유즈) 역
- 탐정은 바에 있다3 (2017년)-하루 역
- 달려라! T학교 농구부(2018년)-주연 타도코로 요이치 역
- 한번 죽어 봤다(2020년)-제약회사 사원 역

### 교육 프로그램
- 에이 에이 GO!(2015년 4월 5일-2016년 3월 27일)NHK E텔레) (영어프로그램이다.)

### CM
- 반다이 "열차전대 토큐저 변신 시리즈" (2014년)
- 메이지 야스다 생명 (2016년)
- 리쿠르트 잡스 "타운워크" (2016년)

### 모델
- MILKBOY (2013년)
- 스핀즈(2013년-)
- 쇼가쿠칸 엔젤 문고 피는 Youth!(카시와 저녁역/쇼가쿠칸 2014년 5월 23일 간행)